# Alethea Talbot
Alethea Talbot, contessa di Arundel (Sheffield, 1585 – Amsterdam, 3 giugno 1654), fu la moglie di Thomas Howard, XXI conte di Arundel e la figlia minore di Gilbert Talbot, VII conte di Shrewsbury e Mary Cavendish.

## Di qua e di là dalla Manica
Alethea Talbot nacque nel 1585 a Sheffield, la più giovane fra le figlie di Gilbert Talbot, VII conte di Shrewsbury e di sua moglie Mary Cavendish, sue sorelle maggiori erano Mary Herbert, contessa di Pembroke (1580-1649), che sposò William Herbert, III conte di Pembroke e di Elizabeth Grey, contessa del Kent (1582-7 dicembre 1651), moglie di Henry Grey, VIII conte di Kent.
Nel 1606 Alethea sposò Thomas Howard, XXI conte di Arundel ed insieme ebbero:
- James Howard, barone di Maltravers (1607-1624)
- Henry Howard, XXII conte di Arundel
- Anne Howard (1612-1658)
- William Howard, I visconte Stafford.

Nel febbraio 1609 Alethea, insieme alla sorella Elizabeth e alla cugina Arbella Stuart prese parte al Masque of the Queens allestito in onore degli Stuart e scritto su ordine del re Giacomo I d'Inghilterra da Ben Jonson con scene di Inigo Jones.
Thomas fu spesso mandato dal re in missione oltre la Manica ed Alethea voleva seguirlo, ma più spesso rimase in patria, tuttavia accompagnò insieme al marito Federico V del Palatinato e la moglie Elizabeth Stuart, figlia del re, fino a Heidelberg in occasione del loro matrimonio nel 1613.
Alethea mise insieme il denaro per ricomprare Arundel House e per finanziare un viaggio in Italia che avvenne fra il 1613 e il 1614 insieme a Inigo Jones. Il conte di Arundel fu uno dei primi inglesi a comprare statue antiche e dopo che i due s'incontrarono a Siena proseguirono per Roma, Napoli, Padova, Genova, Torino e Parigi tornando in patria nel novembre 1614.
Due anni dopo il padre di Alethea morì e lei ereditò un terzo del patrimonio. 
Attorno al 1619 Thomas mandò i due figli maggiori a Padova e nel 1620 Peter Paul Rubens dipinse Alethea insieme al proprio seguito di giullari e nani mentre si trovava ad Anversa in viaggio verso l'Italia, il viaggio, che compì da sola, fece tappa a Spa prima di arrivare a Milano.
Nel 1622 Alethea viveva a Venezia a Palazzi Mocenigo, affacciato sul Canal Grande e in una villa presso Dolo. In quel periodo venne eletto come Doge Antonio Priuli e cominciò una vera caccia all'uomo alla ricerca di collusi con l'ambasciata spagnoli rei di cospirare contro la Repubblica di Venezia, molti, specie gli stranieri, vennero arrestati a torto o a ragione e spesso giustiziati. Questa man bassa terminò nel gennaio 1622 e nonostante il consiglio del diplomatico inglese Henry Wotton di lasciare Venezia Alethea rifiutò, dopo un incontro con il Doge ella lasciò la città con una lettera in cui si raccomandava di trattarla con grazia su tutto il territorio della Repubblica. Dopo aver trascorso l'inverno a Torino con i figli Alethea incontrò il pittore Antoon van Dyck e insieme si recarono a Mantova. Nel 1623 ella andò in Spagna per corteggiare Maria Anna d'Asburgo quale potenziale sposa per il principe Charles, l'anno seguente il suo figlio maggiore morì di Vaiolo a Gand. Negli anni seguenti Alethea tentò di nuovo di ricongiungersi al marito accompagnandolo in un viaggio nei Paesi Bassi per trovare Elizabeth Stuart, ora in esilio, ma le venne rifiutato il permesso. Nel 1634 ella compò una casa chiamata, Tart Hall poco a sud di Buckingham Palace.

## L'esilio
Nel 1641, durante la guerra civile inglese, lei, il marito e il figlio, il visconte Stafford, e sua moglie fuggirono nel Paesi Bassi, dopo aver ordinato un inventario della casa di Tart Hall, che includeva anche una stanza chiamata Dutch Pranketing Room andò dritta verso Utrecht dove incontrò suo marito, da lì accompagnò Maria de' Medici a Colonia e quindi provò a convincere Papa Urbano VIII a permetterle di entrare in un monastero dell'Ordine certosino. Nello stesso anno accompagnò, insieme al marito, Guglielmo II d'Orange al matrimonio con Maria Enrichetta Stuart, figlia di Carlo I, per poi recarsi a Padova.
Alethea visse ad Anversa, ma si trasferì a Alkmaar, dopo la morte di suo marito avvenuta nel 1646. Quando il conte di Arundel morì, Alethea ereditò la collezione di 600 dipinti e disegni di Dürer, Holbein, Brueghel, Luca di Leida, Rembrandt, Rubens, Van Dyck, Raffaello e Tiziano, 200 statue e 5 000 disegni, che aveva comprato con i suoi soldi. I suoi debiti vennero stimati 100000 £ ed ereditò sia Castello di Arundel che Arundel House.
Nel 1651 Alethea ereditò il titolo paterno, che era stato sospeso sin dalla sua morte, di Baronessa di Furnivall, nello stesso anno il suo secondogenito morì. Alethea morì ad Amsterdam il 3 giugno 1654 senza lasciare testamento.

## Ascendenza
|                                         |                  |                                    | Genitori                         |  |  | Nonni |  |  | Bisnonni                              |  |  | Trisnonni                             |  |
|                                         |                  |                                    |                                  |  |  |       |  |  | Francis Talbot, V conte di Shrewsbury |  |  | George Talbot, IV conte di Shrewsbury |  |
|                                         |                  |                                    |                                  |  |  |       |  |  | Francis Talbot, V conte di Shrewsbury |  |  | George Talbot, IV conte di Shrewsbury |  |
|                                         |                  | Anne Hastings                      |                                  |  |  |       |  |  | Francis Talbot, V conte di Shrewsbury |  |  |                                       |  |
| George Talbot, VI conte di Shrewsbury   |                  |                                    |                                  |  |  |       |  |  | Francis Talbot, V conte di Shrewsbury |  |  |                                       |  |
|                                         |                  | Mary Dacre                         | Thomas Dacre, II barone Dacre    |  |  |       |  |  |                                       |  |  |                                       |  |
|                                         |                  | Mary Dacre                         | Thomas Dacre, II barone Dacre    |  |  |       |  |  |                                       |  |  |                                       |  |
|                                         |                  | Mary Dacre                         | Elizabeth Greystoke              |  |  |       |  |  |                                       |  |  |                                       |  |
| Gilbert Talbot, VII conte di Shrewsbury |                  | Mary Dacre                         |                                  |  |  |       |  |  |                                       |  |  |                                       |  |
|                                         |                  | Thomas Manners, I conte di Rutland | George Manners, XI barone de Ros |  |  |       |  |  |                                       |  |  |                                       |  |
|                                         |                  | Thomas Manners, I conte di Rutland | George Manners, XI barone de Ros |  |  |       |  |  |                                       |  |  |                                       |  |
|                                         |                  | Thomas Manners, I conte di Rutland | Anne St. Leger                   |  |  |       |  |  |                                       |  |  |                                       |  |
| Gertrude Manners                        |                  | Thomas Manners, I conte di Rutland |                                  |  |  |       |  |  |                                       |  |  |                                       |  |
|                                         |                  | Elanor Paston                      | William Paston                   |  |  |       |  |  |                                       |  |  |                                       |  |
|                                         |                  | Elanor Paston                      | William Paston                   |  |  |       |  |  |                                       |  |  |                                       |  |
|                                         |                  | Elanor Paston                      | Bridget Heydon                   |  |  |       |  |  |                                       |  |  |                                       |  |
| Alethea Talbot                          |                  | Elanor Paston                      |                                  |  |  |       |  |  |                                       |  |  |                                       |  |
|                                         | Thomas Cavendish | Thomas Cavendish                   |                                  |  |  |       |  |  |                                       |  |  |                                       |  |
|                                         | Thomas Cavendish | Thomas Cavendish                   |                                  |  |  |       |  |  |                                       |  |  |                                       |  |
|                                         | Thomas Cavendish | Catherine Scudamore                |                                  |  |  |       |  |  |                                       |  |  |                                       |  |
| William Cavendish                       | Thomas Cavendish |                                    |                                  |  |  |       |  |  |                                       |  |  |                                       |  |
|                                         |                  | Alice Smith                        | John Smith                       |  |  |       |  |  |                                       |  |  |                                       |  |
|                                         |                  | Alice Smith                        | John Smith                       |  |  |       |  |  |                                       |  |  |                                       |  |
|                                         |                  | Alice Smith                        | Alice Brecknock                  |  |  |       |  |  |                                       |  |  |                                       |  |
| Mary Cavendish                          |                  | Alice Smith                        |                                  |  |  |       |  |  |                                       |  |  |                                       |  |
|                                         |                  | John Hardwick                      | John Hardwick                    |  |  |       |  |  |                                       |  |  |                                       |  |
|                                         |                  | John Hardwick                      | John Hardwick                    |  |  |       |  |  |                                       |  |  |                                       |  |
|                                         |                  | John Hardwick                      | Elizabeth Pinchbeck              |  |  |       |  |  |                                       |  |  |                                       |  |
| Bess Hardwick                           |                  | John Hardwick                      |                                  |  |  |       |  |  |                                       |  |  |                                       |  |
|                                         |                  | Elizabeth Leake                    | Thomas Leake                     |  |  |       |  |  |                                       |  |  |                                       |  |
|                                         |                  | Elizabeth Leake                    | Thomas Leake                     |  |  |       |  |  |                                       |  |  |                                       |  |
|                                         |                  | Elizabeth Leake                    | Margaret Fox                     |  |  |       |  |  |                                       |  |  |                                       |  |
|                                         |                  | Elizabeth Leake                    |                                  |  |  |       |  |  |                                       |  |  |                                       |  |